# Katastralgemeinde Liebenfels
Die Katastralgemeinde Liebenfels (früher: Katastralgemeinde Feistritz) ist eine von elf Katastralgemeinden der Marktgemeinde Liebenfels im Bezirk Sankt Veit an der Glan in Kärnten. Sie hat eine Fläche von 277,15 ha.
Die Katastralgemeinde gehört zum Sprengel des Vermessungsamtes Klagenfurt.

## Lage
Die Katastralgemeinde liegt im Südosten der Gemeinde Liebenfels, im Südwesten des Bezirks Sankt Veit an der Glan. Sie erstreckt sich von Liebenfels im Norden bis Rohnsdorf im Süden, und von Tschadam im Westen bis zum Seidlhof im Osten. Die Katastralgemeinde erstreckt sich über eine Höhenlage von 477 m ü. A. an der Glan an der Ostgrenze der Katastralgemeinde bis zu 637 m ü. A. auf einem Höhenzug östlich von Rohnsdorf. 

## Ortschaften
Jeweils teilweise auf dem Gebiet der Katastralgemeinde Liebenfels liegen die zur Gänze zur Gemeinde Liebenfels gehörenden Orte Liebenfels, Rohnsdorf und Tschadam.

## Vermessungsamt-Sprengel
Die Katastralgemeinde gehört seit 1. Jänner 1998 zum Sprengel des Vermessungsamtes Klagenfurt. Davor war sie Teil des Sprengels des Vermessungsamtes St. Veit an der Glan.

## Geschichte
Ende des 18. Jahrhunderts wurden die Kärntner Steuergemeinden (später: Katastralgemeinden) gebildet und Steuerbezirken zugeordnet. Die Steuergemeinde Feistritz wurde Teil des Steuerbezirks Karlsberg.
Im Zuge der Reformen nach der Revolution 1848/49 wurden in Kärnten die Steuerbezirke aufgelöst und Ortsgemeinden gebildet, die jeweils das Gebiet einer oder mehrerer Steuergemeinden umfassten. Die Steuer- bzw. Katastralgemeinde Feistritz wurde Teil der Gemeinde Feistritz, die 1865 in Gemeinde Pulst umbenannt wurde. Die Größe der Katastralgemeinde wurde 1854 mit 483 Österreichischen Joch und 310 Klaftern (ca. 278 ha, also etwa die heutige Fläche) angegeben; damals lebten 122 Personen auf dem Gebiet der Katastralgemeinde. 1958 wurde die Katastralgemeinde Feistritz Teil der Gemeinde Liebenfels, die damals durch die Fusion der Gemeinden Liemberg, Hardegg und Pulst entstand. Der Gemeindehauptort wurde damals von Feistritz in Liebenfels umbenannt, erst später wurde auch die Katastralgemeinde entsprechend umbenannt.
Die Katastralgemeinde Feistritz bzw. Liebenfels gehörte ab 1850 zum politischen Bezirk Sankt Veit an der Glan und zum Gerichtsbezirk Sankt Veit an der Glan. 1854 bis 1868 gehörte sie zum Gemischten Bezirk Sankt Veit an der Glan. Seit der Reform 1868 ist sie wieder Teil des politischen Bezirks Sankt Veit an der Glan und des Gerichtsbezirks Sankt Veit an der Glan.